# Szárazföldi sebességi rekord
A szárazföldi sebességi rekord a legnagyobb sebesség, amit kerekeken guruló jármű valaha is elért szilárd talajon. A vízen, levegőben és sínen elért sebességek külön kategóriát képeznek.
A szabályok értelmében a jármű sebességét egy kijelölt pályaszakaszon elért átlagsebessége adja. Ezt az értéket egy kilométeren és egy mérföldön is mérik úgy, hogy a kijelölt pályaszakaszon a versenyautónak mindkét irányban végig kell futnia 1 órán belül, repülőrajttal.
A jelenlegi abszolút rekordtartó a brit tervezésű ThrustSSC. A két gázturbinás sugárhajtóművel felszerelt jármű 1997-ben 1228 km/h átlagsebességet ért el az egy mérföldes pályaszakaszon, miközben átlépte a hangsebességet is.

## 1898 és 1947 között
| Dátum                | Helyszín                                  | Pilóta                      | Jármű                                           | Meghajtás    | Átlagsebesség 1 km-en | Átlagsebesség 1 km-en | Átlagsebesség 1 mérföldön | Átlagsebesség 1 mérföldön | Megjegyzés                                |
| Dátum                | Helyszín                                  | Pilóta                      | Jármű                                           | Meghajtás    | mph                   | km/h                  | mph                       | km/h                      | Megjegyzés                                |
| -------------------- | ----------------------------------------- | --------------------------- | ----------------------------------------------- | ------------ | --------------------- | --------------------- | ------------------------- | ------------------------- | ----------------------------------------- |
| 1898. december 18.   | Acheres, Franciaország                    | Gaston de Chasseloup-Laubat | Jeantaud Duc                                    | villanymotor | 39,24                 | 63,15                 |                           |                           |                                           |
| 1899. január 17.     | Acheres, Franciaország                    | Camille Jenatzy             | CGA Dogcart                                     | villanymotor | 41,42                 | 66,66                 |                           |                           |                                           |
| 1899. január 17.     | Acheres, Franciaország                    | Gaston de Chasseloup-Laubat | Jeantaud Duc                                    | villanymotor | 43,69                 | 70,31                 |                           |                           |                                           |
| 1899. január 27.     | Acheres, Franciaország                    | Camille Jenatzy             | CGA Dogcart                                     | villanymotor | 49,93                 | 80,35                 |                           |                           |                                           |
| 1899. március 4.     | Acheres, Franciaország                    | Gaston de Chasseloup-Laubat | Jeantaud Duc Profilée                           | villanymotor | 57,65                 | 92,78                 |                           |                           |                                           |
| 1899. április 29.    | Acheres, Franciaország                    | Camille Jenatzy             | La Jamais Contente (Az örök elégedetlen)        | villanymotor | 65,79                 | 105,88                | —                         | —                         | Az első 100 km/h feletti rekord           |
| 1902. április 13.    | Nice, Franciaország Promenade des Anglais | Leon Serpollet              | Gardner-Serpollet, Œuf de Pâques (Keleti Tojás) | gőzgép       | 75,06                 | 120,80                |                           |                           |                                           |
| 1902. november 5.    | Ablis, Franciaország                      | William Kissam Vanderbilt   | Mors Z Paris-Vienne                             | b.é.m.       | 76,08                 | 122,44                |                           |                           |                                           |
| 1902. november 5.    | Dourdan, Franciaország                    | Henri Fournier              | Mors Z Paris-Vienne                             | b.é.m.       | 76,60                 | 123,28                |                           |                           |                                           |
| 1902. november 17.   | Dourdan, Franciaország                    | M. Augieres                 | Mors Z Paris-Vienne                             | b.é.m.       | 77,13                 | 124,13                |                           |                           |                                           |
| 1903. július 17.     | Ostend, Belgium                           | Arthur Duray                | Gobron Brillié Paris-Madrid                     | b.é.m.       | 83,46                 | 134,32                |                           |                           |                                           |
| 1903. november 5.    | Dourdan, Franciaország                    | Arthur Duray                | Gobron Brillié Paris-Madrid                     | b.é.m.       | 84,73                 | 136,36                |                           |                           |                                           |
| 1904. január 12.     | Lake St. Clair, USA                       | Henry Ford                  | Ford 999 Racer                                  | b.é.m.       | —                     | —                     | 91,37                     | 147,05                    | A befagyott tavon                         |
| 1904. március 31.    | Nice, Franciaország                       | Arthur Duray                | Gobron Brillié Paris-Madrid                     | b.é.m.       | 88,76                 | 142,85                |                           |                           |                                           |
| 1904. március 31.    | Nice, Franciaország                       | Louis Rigolly               | Gobron Brillié Paris-Madrid                     | b.é.m.       | 94,78                 | 152,53                |                           |                           |                                           |
| 1904. május 25.      | Ostend, Belgium                           | Pierre de Caters            | DMG Mercedes Simplex 90                         | b.é.m.       | 97,25                 | 156,50                |                           |                           |                                           |
| 1904. július 21.     | Ostend, Belgium                           | Louis Rigolly               | Gobron Brillié                                  | b.é.m.       | 103,56                | 166,66                |                           |                           | Az első 100 mph feletti rekord            |
| 1904. november 13.   | Ostend, Belgium                           | Paul Baras                  | Darracq Gordon Bennett                          | b.é.m.       | 104,53                | 168,22                |                           |                           |                                           |
| 1905. január 24.     | Daytona Beach, USA                        | Arthur MacDonald            | Napier 6                                        | b.é.m.       | 104,65                | 168,42                |                           |                           |                                           |
| 1905. december 30.   | Arles, Franciaország                      | Victor Hémery               | Darracq V8 Special                              | b.é.m.       | 109,65                | 175,44                |                           |                           |                                           |
| 1906. január 26.     | Ormond Beach, USA                         | Fred Marriott               | Stanley Rocket Racer                            | gőzgép       | 127,66                | 205,44                |                           |                           | Az első 200 km/h feletti rekord           |
| 1907. január 24.     | Ormond Beach, USA                         | Glenn Curtiss               | Curtiss V8 40 LE (30 kW) motorkerékpár          | b.é.m.       | —                     | —                     | 136,27                    | 219,31                    |                                           |
| 1909. november 6.    | Brooklands, Egyesült Királyság            | Victor Hémery               | 200 LE (150 kW) Benz                            | b.é.m.       | 125,94                | 202,68                | 115,93                    | 186,57                    |                                           |
| 1914. június 24.     | Brooklands, Egyesült Királyság            | L. G. Hornstead             | 200 LE (150 kW) Benz                            | b.é.m.       | —                     | —                     | 124,09                    | 199,70                    | Az első két irányban teljesített rekord   |
| 1919. február 12.    | Daytona Beach, USA                        | Ralph DePalma               | Packard 905                                     | b.é.m.       | 149,875               | 241,200               | —                         | —                         | Csak az USA-ban hitelesítették            |
| 1922. május 17.      | Brooklands, Egyesült Királyság            | Kenelm Lee Guinness         | 350 LE (260 kW) Sunbeam                         | b.é.m.       | 133,70                | 215,17                | 129,17                    | 207,88                    | Utolsó zártpályás rekord                  |
| 1924. július 6.      | Arpajon, Franciaország                    | René Thomas                 | Delage, La Torpille                             | b.é.m.       | 143,21                | 230,47                | 143,31                    | 230,64                    |                                           |
| 1924. július 12.     | Arpajon, Franciaország                    | Ernest A. D. Eldridge       | FIAT Special, Mephistopeles II                  | b.é.m.       | 146,01                | 234,98                | 145,89                    | 234,79                    | Utolsó közúti rekord                      |
| 1924. szeptember 25. | Pendine Sands, Wales                      | Malcolm Campbell            | 350 LE (260 kW) Sunbeam, Blue Bird              | b.é.m.       | 146,15                | 235,21                | 146,16                    | 235,22                    |                                           |
| 1925. július 21.     | Pendine Sands, Wales                      | Malcolm Campbell            | 350 LE (260 kW) Sunbeam, Blue Bird              | b.é.m.       | 150,86                | 242,79                | 150,76                    | 242,62                    |                                           |
| 1926. március 21.    | Southport, Egyesült Királyság             | Henry Segrave               | 4 literes Sunbeam, Ladybird                     | b.é.m.       | 152,30                | 245,10                | 149,32                    | 240,31                    |                                           |
| 1927. március 2.     | Pendine Sands, Wales                      | J.G. Parry-Thomas           | Higham-Thomas Special, Babs                     | b.é.m.       | 169,29                | 272,45                | 168,07                    | 270,48                    |                                           |
| 1927. március 3.     | Pendine Sands, Wales                      | J.G. Parry-Thomas           | Babs                                            | b.é.m.       | 171,01                | 273,60                | 170,62                    | 274,59                    | Halálos balesettel végződött              |
| 1927. március 4.     | Pendine Sands, Wales                      | Malcolm Campbell            | Campbell-Napier, Blue Bird                      | b.é.m.       | 174,88                | 281,44                | 174,22                    | 280,38                    | Utolsó európai rekord                     |
| 1927. március 29.    | Daytona Beach, USA                        | Henry Segrave               | 1000 LE (750 kW) Sunbeam, Slug                  | b.é.m.       | 202,98                | 326,66                | 203,79                    | 327,97                    | Első 200 mph feletti rekord               |
| 1928. február 19.    | Daytona Beach, USA                        | Malcolm Campbell            | Campbell-Napier, Blue Bird                      | b.é.m.       | —                     | —                     | 206,95                    | 333,05                    |                                           |
| 1928. április 22.    | Daytona Beach, USA                        | Ray Keech                   | White Triplex, Spirit of Elkdom                 | b.é.m.       | —                     | —                     | 207,55                    | 334,02                    |                                           |
| 1929. március 11.    | Daytona Beach, USA                        | Henry Segrave               | Irving-Napier, Golden Arrow                     | b.é.m.       | 231,56                | 372,66                | 231,36                    | 372,34                    |                                           |
| 1931. február 5.     | Daytona Beach, USA                        | Malcolm Campbell            | Campbell Napier, Blue Bird                      | b.é.m.       | 246,08                | 396,03                | 245,73                    | 395,46                    |                                           |
| 1932. február 24.    | Daytona Beach, USA                        | Malcolm Campbell            | Campbell Napier, Blue Bird                      | b.é.m.       | 251,34                | 404,49                | 253,96                    | 408,71                    |                                           |
| 1933. február 22.    | Daytona Beach, USA                        | Malcolm Campbell            | Campbell Rolls-Royce Railton, Blue Bird         | b.é.m.       | 272,46                | 438,48                | 272,10                    | 437,90                    |                                           |
| 1935. március 7.     | Daytona Beach, USA                        | Malcolm Campbell            | Campbell Rolls-Royce Railton, Blue Bird         | b.é.m.       | 276,16                | 444,44                | 276,71                    | 445,32                    | Utolsó tengerparti rekord                 |
| 1935. szeptember 3.  | Bonneville sóstó, USA                     | Malcolm Campbell            | Campbell Rolls-Royce Railton, Blue Bird         | b.é.m.       | —                     | —                     | 301,129                   | 484,620                   |                                           |
| 1937. november 19.   | Bonneville sóstó, USA                     | George E. T. Eyston         | Thunderbolt                                     | b.é.m.       | 312,00                | 502,11                | 311,41                    | 501,17                    |                                           |
| 1938. augusztus 27.  | Bonneville sóstó, USA                     | George E. T. Eyston         | Thunderbolt                                     | b.é.m.       | 345,20                | 555,55                | 345,48                    | 556,00                    |                                           |
| 1938. szeptember 15. | Bonneville sóstó, USA                     | John Cobb                   | Railton Special                                 | b.é.m.       | 350,06                | 563,37                | 350,19                    | 563,58                    |                                           |
| 1938. szeptember 16. | Bonneville sóstó, USA                     | George E. T. Eyston         | Thunderbolt                                     | b.é.m.       | 357,33                | 575,07                | 357,49                    | 575,32                    |                                           |
| 1939. augusztus 23.  | Bonneville sóstó, USA                     | John Cobb                   | Railton Special                                 | b.é.m.       | 369,74                | 595,04                | 367,91                    | 592,09                    |                                           |
| 1947. szeptember 16. | Bonneville sóstó, USA                     | John Cobb                   | Railton, Mobil Special                          | b.é.m.       | 393,82                | 633,79                | 394,19                    | 634,39                    | Az első egyirányú, 400 mph feletti rekord |

## 1963 és 2011 között
| Dátum               | Helyszín                | Pilóta          | Jármű                                 | Meghajtás  | Átlagsebesség 1 km-en | Átlagsebesség 1 km-en | Átlagsebesség 1 mérföldön | Átlagsebesség 1 mérföldön | Megjegyzés                                 |
| Dátum               | Helyszín                | Pilóta          | Jármű                                 | Meghajtás  | mph                   | km/h                  | mph                       | km/h                      | Megjegyzés                                 |
| ------------------- | ----------------------- | --------------- | ------------------------------------- | ---------- | --------------------- | --------------------- | ------------------------- | ------------------------- | ------------------------------------------ |
| 1963. szeptember 5. | Bonneville sóstó, USA   | Craig Breedlove | Spirit of America                     | g.s.       | 408,312               | 657,114               | 407,447                   | 655,722                   | Az FIM által jóváhagyott háromkerekű jármű |
| 1964. július 17.    | Lake Eyre, Ausztrália   | Donald Campbell | Bluebird CN7                          | gázturbina | —                     | —                     | 403,10                    | 644,96                    |                                            |
| 1964. október 5.    | Bonneville sóstó, USA   | Tom Green       | Wingfoot Express                      | g.s.       | 415,093               | 668,027               | 413,199                   | 664,979                   |                                            |
| 1964. október 7.    | Bonneville sóstó, USA   | Art Arfons      | The Green Monster (A Zöld Szörnyeteg) | g.s.       | 434,356               | 699,028               | 434,022                   | 698,490                   |                                            |
| 1964. október 13.   | Bonneville sóstó, USA   | Craig Breedlove | Spirit of America                     | g.s.       | —                     | —                     | 468,719                   | 754,330                   |                                            |
| 1964. október 15.   | Bonneville sóstó, USA   | Craig Breedlove | Spirit of America                     | g.s.       | —                     | —                     | 526,277                   | 846,861                   |                                            |
| 1964. október 27    | Bonneville sóstó, USA   | Art Arfons      | The Green Monster (A Zöld Szörnyeteg) | g.s.       | 544,134               | 875,699               | 536,710                   | 863,791                   |                                            |
| 1965. november 2.   | Bonneville sóstó, USA   | Craig Breedlove | Spirit of America - Sonic 1           | g.s.       | 555,485               | 893,966               | 555,485                   | 893,966                   |                                            |
| 1965. november 7.   | Bonneville sóstó, USA   | Art Arfons      | The Green Monster (A Zöld Szörnyeteg) | g.s.       | 572,546               | 921,423               | 576,553                   | 927,872                   |                                            |
| 1965. november 13.  | Bonneville sóstó, USA   | Bob Summers     | Goldenrod                             | b.é.m.     | —                     | —                     | 409,277                   | 658,526                   | Az utolsó, dugattyús motorral elért rekord |
| 1965. november 15.  | Bonneville sóstó, USA   | Craig Breedlove | Spirit of America - Sonic 1           | g.s.       | 600,842               | 966,961               | 600,601                   | 966,574                   |                                            |
| 1970. október 23.   | Bonneville sóstó, USA   | Gary Gabelich   | Blue Flame                            | rakéta     | 630,389               | 1014,513              | 622,407                   | 1001,667                  | Az első 1000 km/h feletti rekord           |
| 1983. október 4.    | Black Rock sivatag, USA | Richard Noble   | Thrust2                               | g.s.       | —                     | —                     | 633,468                   | 1019,468                  |                                            |
| 1997. október 15.   | Black Rock sivatag, USA | Andy Green      | ThrustSSC                             | g.s.       | 760,345               | 1223,657              | 763,035                   | 1227,986                  | Az első hangsebesség feletti rekord        |

## Külső hivatkozások
- Autós gyorsasági világcsúcsok története (magyar)
- Rekordtörők (magyar)
- A ThrustSSC múzeumba kerül (magyar)
- Andy Green dízel járművel is a leggyorsabb (magyar)
- Rekord.lap.hu - linkgyűjtemény